# Desisa javanica
Desisa javanica är en skalbaggsart som beskrevs av Stefan von Breuning 1968. Desisa javanica ingår i släktet Desisa och familjen långhorningar. Inga underarter finns listade i Catalogue of Life.